# Signe Bohman
Signe Helena Bohman, född Erikson 18 oktober 1885 i Stockholm, död 15 januari 1987, var en svensk konstnär.
Bohman studerade vid Konstakademien i Stockholm 1904–1908 samt under resor till Paris och Italien 1922 och Amerika 1924–1926. Hon medverkade i samlingsutställningar både i Sverige och utomlands, separat ställde hon bland annat ut på Modern konst i hemmiljö i Stockholm 1939 och på Brunkebergs konstsalong 1941. Hennes konst består av blomsterstilleben, barnporträtt och landskapsmotiv från västkusten, Dalarna och Stockholmstrakten. Signe Bohman är begravd på Norra begravningsplatsen utanför Stockholm. Hon var gift med Gunnar Bohman och syster till skulptören Eric Grate.